# Križ (Sežana)
Križ is een plaats in Slovenië en maakt deel uit van de gemeente Sežana in de NUTS-3-regio Obalnokraška. De plaats telde 654 inwoners op 1 januari 2020.